# 亜鉛イオノフォア
亜鉛イオノフォア（英: Zinc Ionophore）は、単体では細胞膜を透過できない亜鉛を細胞内へ運ぶ成分の総称。

## 解説
例えば、カルシウムを細胞内へ運ぶ成分はカルシウムイオノフォア、銅を細胞内へ運ぶ成分は銅イオノフォアと呼ばれる。
医学分野では化学薬品クロロキンが亜鉛イオノフォアというのが通説。
生物化学分野では化学薬品クリオキノールを亜鉛イオノフォア作用の基準値とするのが通説。
スペイン ルビーラ・イ・ビルジーリ大学のHusam Dabbagh Bazarbachi博士らの研究グループによって、植物ポリフェノールであるエピガロカテキンガレート（EGCG）とケルセチンにも亜鉛イオノフォア作用が初めて確認された。
その後、2016年には同博士とGael Clergeaud博士との共同研究によって、17成分の亜鉛イオノフォアレベルが検証され、化学薬品ピリチオン（スコア: 53.6）にもクリオキノール（スコア: 57.2）に準ずる亜鉛イオノフォア作用が確認されたと同時に植物ポリフェノールではEGCG（スコア: 35.5）の亜鉛イオノフォア作用が突出して高いことが確認された。
EGCGの次に亜鉛イオノフォア作用が高かったのはケルセチン（スコア: 18.1）でEGCGの約半分のスコアレベルであり、そのあとにはルテオリン（スコア: 12.2）、タンニン酸（同じくスコア: 12.2）、キレート剤TPEN（スコア: 10.4）などが続く。
クリオキノールは飲用不適とされる化学薬品であるが、生物化学分野では作用レベルの検証にこれを実験使用する。
亜鉛イオノフォアと似たような作用をする成分として亜鉛トランスポーターが存在するが、亜鉛トランスポーターは細胞内の亜鉛濃度を生体的に調整するためにもともと人体が備える成分であり、これとは異なる。

## 新型コロナ治療と亜鉛イオノフォアの関連性
米メディカルセンターNYU Langone Healthが新型コロナウイルス感染症における亜鉛と亜鉛イオノフォアによる治療への有効性について、感染患者33,473人を対象とした治験の結果を発表した。
結果報告：「亜鉛＋亜鉛イオノフォアは新型コロナウイルス感染症の入院患者における院内死亡率の24％低下に関連していたが、亜鉛単独でも亜鉛イオノフォア単独でも死亡率は低下しなかった。」
つまりは、亜鉛を細胞内へ運ぶ成分である亜鉛イオノフォア自体に抗ウイルス作用が確認されたわけではなく、亜鉛と亜鉛イオノフォアを同時に投与した場合にのみ院内死亡率の低下に関連していたという報告であった。
このように、亜鉛+亜鉛イオノフォアの投与による新型コロナウイルス感染症への臨床例は得られている段階ではあるが、作用機序などはいまだ未解明であり、今後は細胞内の亜鉛がどのようなメカニズムで新型コロナウイルスに作用しているのかなど、さらなる研究の進展による解明が待たれるところである。

### 治験の詳細
期間：2020年3月10日～5月20日
場所：ニューヨーク市の4つの病院
対象者：COVID-19 入院患者3,473人
投与群：1,006人
投与量：亜鉛250mg（期間中の総量）＋ 亜鉛イオノフォア（ヒドロキシクロロキンを使用）
投与期間：平均3日間

### 研究論文で紹介されている亜鉛イオノフォア成分
化学化合物：クロロキン、ヒドロキシクロロキン、 ピリチオン、ピロリジンジチオカルバメート
植物成分：エピガロカテキンガレート（EGCG）、ケルセチン、ヒノキチオール、レスベラトロール

### 補足
NYU Langone Healthの研究報告には亜鉛イオノフォア成分のひとつにレスベラトロールが挙げられているが、上述のHusam Dabbagh Bazarbachi博士とGael Clergeaud博士との共同研究においては、同成分の亜鉛イオノフォア作用は亜鉛単体時のスコアとほぼ変わらず、亜鉛イオノフォア作用はほとんど認められないという結果であった。
【測定スコア】クリオキノール：57.2 、EGCG：35.5 、 レスベラトロール：1.1 、 塩化亜鉛のみ：0.9